# 苏联武装力量七十周年奖章
苏联武装力量七十週年奖章（俄语：Юбилейная медаль «70 лет Вооружённых Сил СССР»）是苏联最高苏维埃主席团于1988年1月28日颁布法令设立的国家军事奖章，以此纪念苏联武装力量建立70周年。奖章由艺术家亚历山大·朱克设计。

## 颁授情况
苏联武装力量七十週年奖章授予在1988年2月23日仍在苏联陆军、苏联海军、内务部内卫部队、苏联部长会议国家安全委员会 (苏联)武装部队中服役和执勤的军官、军士、士官、海军士官、水兵和士兵，前赤卫队成员，在苏联武装力量中参加战斗以保卫苏维埃祖国的战士，内战和1941至1945年苏德战争期间的游击队员；曾在苏联陆军、苏联海军、内务部内卫部队、苏联部长会议国家安全委员会武装部队服役20年以上，但现卸任并担任预备役或退休，及在服役期间被授予勇敢奖章、乌沙科夫奖章、战功奖章、纳希莫夫奖章、守卫苏联国界有功奖章、服役优秀奖章的人员。
该奖章由各军事单位、编队指挥官，机构、院校负责人，共和国、领地、地区、区或城镇各级军事委员代表苏联最高苏维埃主席团授予获奖人。每枚奖章都附有证书，此证书为8厘米×11厘米的纸板小册子的形式，其中包含奖项的名称，获奖者的详细资料以及官方印章和签名。
苏联武装力量七十週年奖章佩戴在左胸，当存在其他苏联勋章奖章时，应佩戴在蘇聯武裝力量建立六十週年獎章之后，蘇聯武裝力量建立五十週年獎章之前。如果佩戴了其它俄罗斯联邦勋章或奖章，则后者具有优先权。

## 奖章制式
奖章为圆形，直径32㎜，由黄铜制成。奖章正面是空军飞行员、海军水兵和陆军士兵的半身像。上方是五角星图案，内部是镰刀铁锤标志。两个月桂树枝环绕左右，底部是年份1918和1988。奖章背面是铭文：70 ЛЕТ ВООРУЖЁННЫХ СИЛ СССР，意为苏联武装力量70周年。下方是月桂树和橡树枝。奖章的边缘镶有边框，铭文和图案为浮雕。